# Caspar Hopf
Caspar Hopf (* 1650, vermutlich in Graslitz; † 21. August 1711 in Stolberg (Harz); auch: Caspar Hopff) gilt als der erste Geigenbauer von Klingenthal im sächsischen Vogtland.

## Leben
Caspar Hopfs Vorfahren kamen zu Beginn des 17. Jahrhunderts aus Hamburg ins böhmische Graslitz (heute: Kraslice), vermutlich, um im Bergbau Arbeit zu suchen. Sein Vater Christoph gehörte zu den zahlreichen Protestanten, die mit ihren Familien um 1650 von Graslitz ins nahe sächsische Klingenthal zogen und sich in dem gerade entstehenden Ort Quittenbach niederließen. Die Exulanten verließen Böhmen wegen Repressionen im Zuge der Gegenreformation.
Wo Caspar Hopf, der vermutlich erste Geigenbauer seiner Familie, ausgebildet wurde, ist nicht bekannt. 1669 wird sein Name unter den Gründungsmitgliedern der Geigenmacher-Innung von Graslitz genannt, 1677 beteiligte er sich an der Gründung der Innung von Markneukirchen.
In der Markneukirchener Innung spielte er eine wichtige Rolle und war mehrfach ihr Obermeister. Dabei scheute er Konflikte nicht und trat für die Gründung einer eigenen Klingenthaler Geigenbauer-Innung ein. Ohne dieses Ziel erreicht zu haben, starb er am 21. November 1711 in Stolberg (Harz) auf der Reise zur Braunschweiger Messe. 1716 wurde die Klingenthaler Innung gegründet.
Über diese Daten hinaus ist Caspar Hopfs Leben vor allem durch seine Werke dokumentiert.

## Werk
Caspar Hopfs Werk hat grundlegenden Einfluss auf den vogtländischen Geigenbau ausgeübt, nicht nur innerhalb der ihm folgenden, weitverzweigten Dynastie von Geigenbauern.
Er schuf ein eigenständiges Violinmodell, das vor allem an seiner „eckigen“ Form erkannt werden kann. Der helle, gelbe Farbton des Lackes wurde zwar erst mit den Arbeiten seiner Nachkommen David Christian Hopf sen. und jun. zu einem „Markenzeichen“, geht aber auf Caspar Hopf zurück. Weiterhin haben die Geigen Caspar Hopfs eine markant gewölbte Decke und einen sehr flachen Boden.
Von den heute bekannten, sicher Caspar Hopf zugeordneten Instrumenten sind die meisten nicht signiert. Das typische „HOPF“-Brandzeichen wurde, wie in der Forschung vermutet wird, bei echten Caspar-Hopf-Geigen erst nachträglich angebracht.